# Liste der Kardinalskreierungen Leos IV.
Papst Leo IV. (847–855) kreierte in zwei Konsistorien drei Kardinäle. Außerdem sind in der Zeit seines Pontifikats 28 weitere Kardinäle erstmals dokumentiert.

## Konsistorium im Jahr 847
- Petrus, Kardinalbischof von Frascati, † (unbekannt)
- Anastasius Bibliotecarius, Kardinalpriester von San Marcello, legte das Amt kurz nach seiner Ernennung nieder, nach dem Tode Leos IV. 855 Gegenpapst, später Bibliothekar der Römischen Kirche (daher sein Beiname), † zwischen 877 und 879

## Erste Dokumentation im Jahr 853
Folgende Kardinäle sind erstmals während der Synode von 853 bezeugt:
- Johannes, Kardinalbischof von Velletri, † vor 867
- Rodoaldo, Kardinalbischof von Porto, wurde 864 wegen Simonie abgesetzt und exkommuniziert, † (unbekannt)
- Sergius, Kardinalbischof von Sabina, † vor 879
- Petronacio, Kardinalbischof von Albano, † um 867
- Romanus, Kardinalpriester von Santa Pudenziana, † (unbekannt)
- Sergio, Kardinalpriester von San Clemente, † (unbekannt)
- Leo, Kardinalpriester von Santa Cecilia, † vor 867
- Zacharias, Kardinalpriester von San Crisogono, † nach 867
- Benedikt, Kardinalpriester von Santa Maria in Trastevere, im Juli 855 als Benedikt III. zum Papst gewählt, † 17. April 858
- Leo, Kardinalpriester von San Lorenzo in Damaso, † (unbekannt)
- Paul, Kardinalpriester von Santa Balbina, † vor 867
- Leo, Kardinalpriester von San Ciriaco alle Terme, † vor 867
- Giorgio, Kardinalpriester von Sant’Anastasia, † (unbekannt)
- Romanus, Kardinalpriester von Santi Giovanni e Paolo, † vor 872
- Lucino, Kardinalpriester von Sant’Eusebio, † (unbekannt)
- Gioviniano, Kardinalpriester von Santa Sabina, † (unbekannt)
- Hadrian, Kardinalpriester von Santi Vitale, Gervasio e Protasio, † (unbekannt)
- Giorgio, Kardinalpriester von San Lorenzo in Lucina, † vor 867
- Johannes, Kardinalpriester (Titel unbekannt), † (unbekannt)
- Leo, Kardinalpriester von Santi Quattro Coronati, † vor 882
- Martin, Kardinalpriester von San Marcello, † (unbekannt)
- Johannes, Kardinalpriester von Santa Prisca, † (unbekannt)
- Johannes, Kardinalerzdiakon der Heiligen Römischen Kirche, † (unbekannt)
- Johannes, Kardinaldiakon der Heiligen Römischen Kirche, † (unbekannt)
- Nikolaus, Kardinaldiakon der Heiligen Römischen Kirche, am 24. April 858 als Nikolaus I. als Papst inthronisiert, † 13. November 867
- Benedikt, Kardinaldiakon der Heiligen Römischen Kirche, † (unbekannt)
- Leonzio, Kardinaldiakon der Heiligen Römischen Kirche, † (unbekannt)
- Benedikt, Kardinaldiakon der Heiligen Römischen Kirche, † (unbekannt)

## Konsistorium im Jahr 854
- Megisto, Kardinalbischof von Ostia, † vor 868